# レディ・バニッシュ/暗号を歌う女
『レディ・バニッシュ/暗号を歌う女』（あんごうをうたうおんな、原題：The Lady Vanishes）は、1979年のイギリスのミステリ・コメディ映画。監督はアンソニー・ペイジ、出演はシビル・シェパード、エリオット・グールドなど。VHS発売時のタイトルは『新・バルカン超特急/暗号を歌う女』。

## 概要
アルフレッド・ヒッチコック監督の『バルカン超特急』のリメイク。ハマー・フィルムは本作の公開後、2008年に『Beyond the Rave』が公開されるまでの29年間は映画製作から退いていた。

## あらすじ
第二次世界大戦開戦間際のドイツ・バイエルン。ヨーロッパを旅行中のアマンダという女が乗り込んだ列車内でミス・フロイという親切な婦人と知り合う。だが、ミス・フロイは忽然と姿を消してしまう。アマンダがミス・フロイについて尋ねても、周囲の人々は彼女を見なかったし、そんな人は最初からいなかったという。

## キャスト
| 役名               | 俳優                     | 日本語吹替                                                                                              |
| 役名               | 俳優                     | テレビ朝日版                                                                                            |
| ------------------ | ------------------------ | --- |
| ロバート           | エリオット・グールド     | 羽佐間道夫                                                                                              |
| アマンダ           | シビル・シェパード       | 武藤礼子                                                                                                |
| ミス・フロイ       | アンジェラ・ランズベリー | 高橋和枝                                                                                                |
| Dr.ハーツ          | ハーバート・ロム         | 大木民夫                                                                                                |
| チャータース       | アーサー・ロウ           | 富田耕生                                                                                                |
| カルディコット     | イアン・カーマイケル     | 阪脩 |
| トッドハンター     | ジェラルド・ハーパー     | 仁内達之                                                                                                |
| トッドハンター夫人 | ジェニー・ラナカー       | 梨羽雪子                                                                                                |
| 男爵夫人           | ジーン・アンダーソン     | 大方斐紗子                                                                                              |
| 修道女             | マドレナ・ネデヴァ       | |
| ヘルムート         | ヴォルフ・カーラー       | 仲村秀生                                                                                                |
| 不明 その他        | N/A                      | 青野武 池田勝 筈見純 伊井篤史 郷里大輔 大塚芳忠 小野健一 高村章子 花形恵子 鈴木れい子 巴菁子 安藤ありさ |
| 日本語スタッフ     |                          | |
| 演出               | 演出                     | 山田悦司                                                                                                |
| 翻訳               | 翻訳                     | 木原たけし                                                                                              |
| 効果               | 効果                     | 東上別府精 遠藤堯雄 桜井俊哉                                                                            |
| 調整               | 調整                     | 丹波晴道                                                                                                |
| 制作               | 制作                     | 東北新社                                                                                                |
| 解説               | 解説                     | 淀川長治                                                                                                |
| 初回放送           | 初回放送                 | 1983年12月25日 『日曜洋画劇場』                                                                         |